# فیزیک ارسطویی
فیزیکِ ارسطویی شکلی از علوم طبیعی است که در کارهای ارسطو، فیلسوف یونانی، توصیف شده‌است. ارسطو در اثرش فیزیک قصد داشت که اصول عمومی تغییر را که بر همه اجسام طبیعی اعم از زنده و بی‌جان، آسمانی و زمینی حاکم است، پایه‌گذاری کند — شامل تمام حرکات (تغییر نسبت به مکان)، تغییر کمی (تغییر با توجه به اندازه یا تعداد)، تغییر کیفی و تغییر جوهری («بوجود آمدن» [آمدن به هستی، «زایش»] یا «درگذشتن» [دیگر وجود نداشتن، «فساد»]). از نظر ارسطو «فیزیک» حوزه وسیعی بود که شامل موضوعاتی می‌شد که امروزه فلسفه ذهن، تجربه حسی، حافظه، کالبدشناسی و زیست‌شناسی نام می‌گیرند. فیزیک پایه و اساس اندیشه‌ای را تشکیل می‌دهد که زیربنای بسیاری از کارهای اوست.